# Kasteel de Cellen

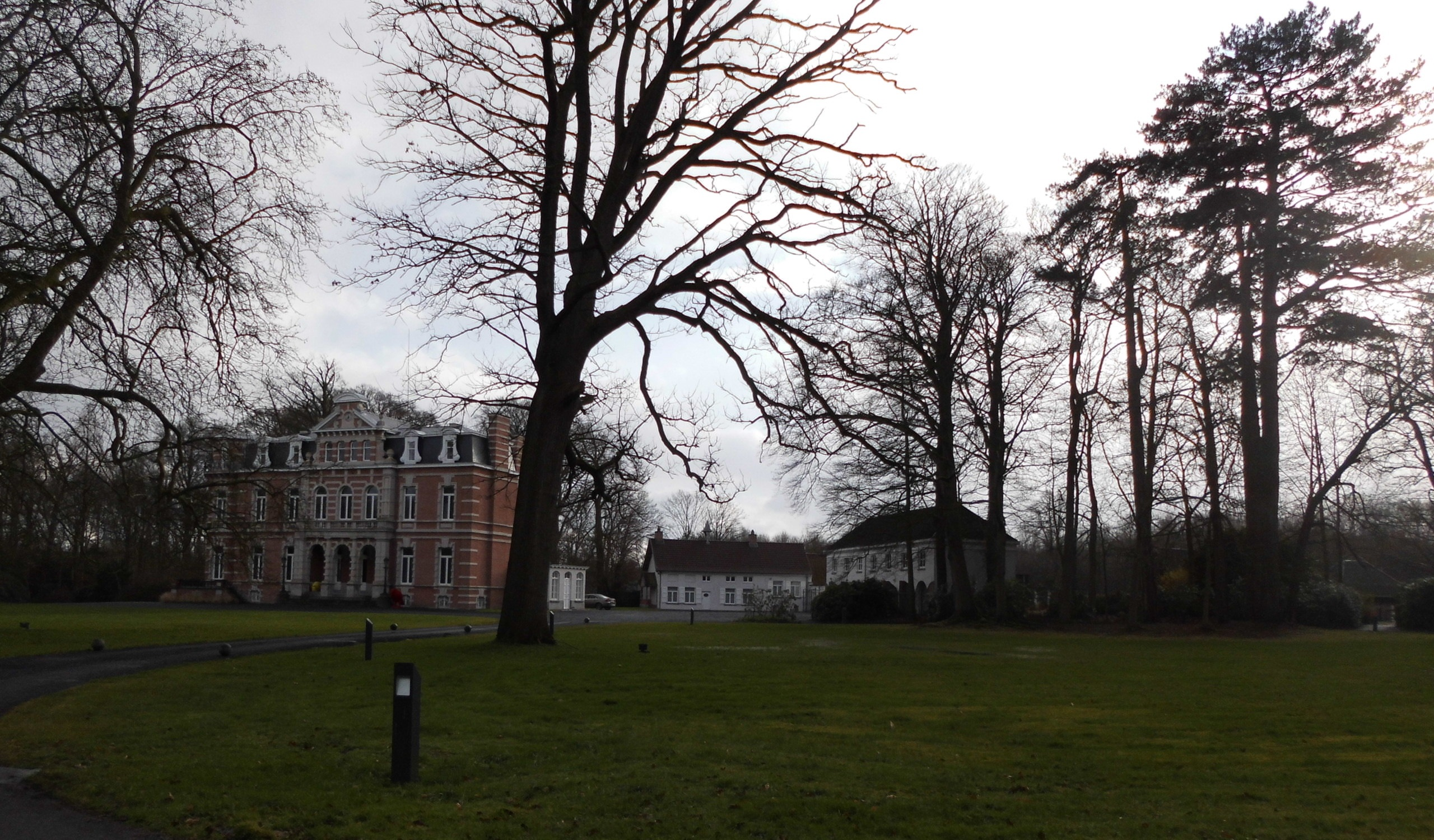
Kasteel de Cellen

Kasteel de Cellen is een kasteel tussen de kernen van Oostkamp en Erkegem, gelegen aan Kapellestraat 113.

## Geschiedenis
Op deze plaats werd pas in de 2e helft van de 18e eeuw en in 1770 werd het als speelgoet (buitenhuis) op de kaart gezet. Naast enkele losstaande gebouwen was er ook een hoeve. In de 1e helft van de 19e eeuw was het in handen van het echtpaar Louis de Bie de Westvoorde en Thérèse le Gillon. Het buitenverblijf werd tot een neoclassicistisch herenhuis verbouwd. Louis overleed in 1874 en het domein kwam aan hun zoon Louis-Charles, die het gedeeltelijk liet afbreken en er een kasteel van liet maken dat voldeed aan de eisen van die tijd, naar ontwerp van Jozef Schadde. In 1889 werd onder meer nog een kapel gebouwd.
In 1904 overleed Louis-Charles en kwam het domein aan diens dochter, Marguerite de Caters-de Bie de Westvoorde. In 1917 werd het verkocht aan Pierre-Octave van der Plancke, die het nabijgelegen Kasteel Erkegem bewoonde en het verhuurde aan diverse personen.

## Gebouw
Het bakstenen kasteel is gebouwd in Vlaamse neorenaissancestijl. Het heeft een symmetrische voorgevel met aan de linkerkant een achthoekige toren, waarvan echter het dak in de jaren '80 van de 20e eeuw werd verwijderd. Binnenin is een hal waarop twee salons uitkomen.
Ook is er een koetshuis en een hoeve die werd verbouwd tot conciërgewoning.

## Park
Het park, met de vijver, werd al vóór 1835 aangelegd, maar werd in de loop van de 19e eeuw meermaals gewijzigd. In 1876 werd onder meer een oranjerie, een boothuis en een moestuin aangelegd, en in 1889 een kapel.